# Malaysia International 2019
Die Malaysia International 2019 im Badminton fanden vom 12. bis zum 17. November 2019 in Kangar statt.

## Sieger und Platzierte
| Disziplin    | Gold                               | Silber                         | Bronze                                           |
| ------------ | ---------------------------------- | ------------------------------ | ------------------------------------------------ |
| Herreneinzel | Cheam June Wei                     | Ren Pengbo                     | Leong Jun Hao                                    |
| Herreneinzel | Cheam June Wei                     | Ren Pengbo                     | Kodai Naraoka                                    |
| Dameneinzel  | Wang Zhiyi                         | Asuka Takahashi                | Hirari Mizui                                     |
| Dameneinzel  | Wang Zhiyi                         | Asuka Takahashi                | Natsuki Nidaira                                  |
| Herrendoppel | Hiroki Midorikawa Kyohei Yamashita | Liang Weikeng Shang Yichen     | Pramudya Kusumawardana Yeremia Erich Yoche Yacob |
| Herrendoppel | Hiroki Midorikawa Kyohei Yamashita | Liang Weikeng Shang Yichen     | Lee Chia-han Su Po-wei                           |
| Damendoppel  | Natsu Saito Naru Shinoya           | Yulfira Barkah Agatha Imanuela | Nita Violina Marwah Putri Syaikah                |
| Damendoppel  | Natsu Saito Naru Shinoya           | Yulfira Barkah Agatha Imanuela | Chen Yingying Xu Ya                              |
| Mixed        | Dong Weijie Chen Xiaofei           | Man Wei Chong Pearly Tan       | Hiroki Midorikawa Natsu Saito                    |
| Mixed        | Dong Weijie Chen Xiaofei           | Man Wei Chong Pearly Tan       | Kyohei Yamashita Naru Shinoya                    |